# ديفيد لايتون
ديفيد لايتون (بالإنجليزية: David Keller Leighton, Sr.)‏ هو عسكري أمريكي، ولد في 22 يناير 1922، وتوفي في 7 أغسطس 2013.